# Abutre-barbudo
O abutre-barbudo (Gypaetus barbatus), também conhecido como quebra-ossos, é um abutre originário das montanhas da Europa, Ásia e África. Tem plumagem dorsal escura e ventral castanho-clara e a cabeça e o pescoço emplumados.

## Nomes comuns
Também é conhecido por brita-ossos (não confundir com o Gyps fulvus, que consigo partilha este nome comum), xofrango e gipaeto.

## Características
Ave de grande porte, atinge 12,5 quilos de peso, 1,10 metros de comprimento e 2,75 a 3,08 metros de envergadura.
O abutre-barbudo preenche um nicho ecológico altamente especializado, já que se alimenta quase exclusivamente de ossos (que engole inteiros ou atira ao solo em voo, para comer a medula óssea, uma fonte de proteína não aproveitada por outras espécies necrófagas). Daí não possuir o pescoço sem penas dos demais abutres, que não lhe conferiria qualquer vantagem evolutiva, pois não enfia a cabeça no interior das carcaças. Patrulha áreas montanhosas em busca de ossos de animais mortos em avalanches, como a camurça, ou espreita outras aves necrófagas enquanto estas limpam os cadáveres. A espécie tem uma vasta área de ocorrência e é objeto de uma série de experiências de reintrodução nos Alpes, onde foi exterminada pela caça no século XIX.

## Curiosidades
- Morte do poeta grego Aeschylus: Reza a lenda que, o poeta, ao visitar Gela, na ilha de Sicília, um Abutre-barbudo confundindo sua careca com uma rocha, deixando cair um osso em sua cabeça, e matando-o.[12]

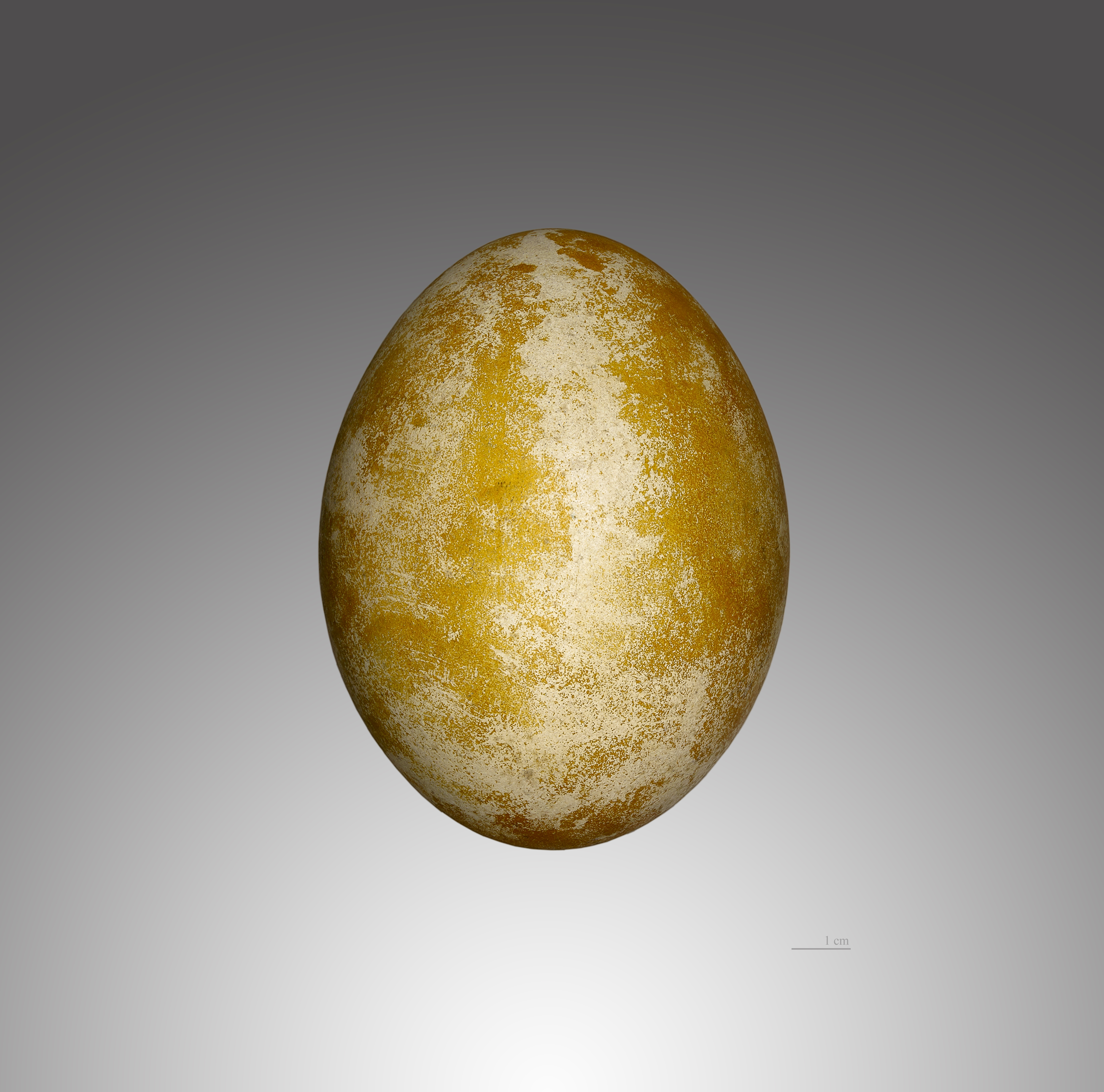
Gypaetus barbatus aureus
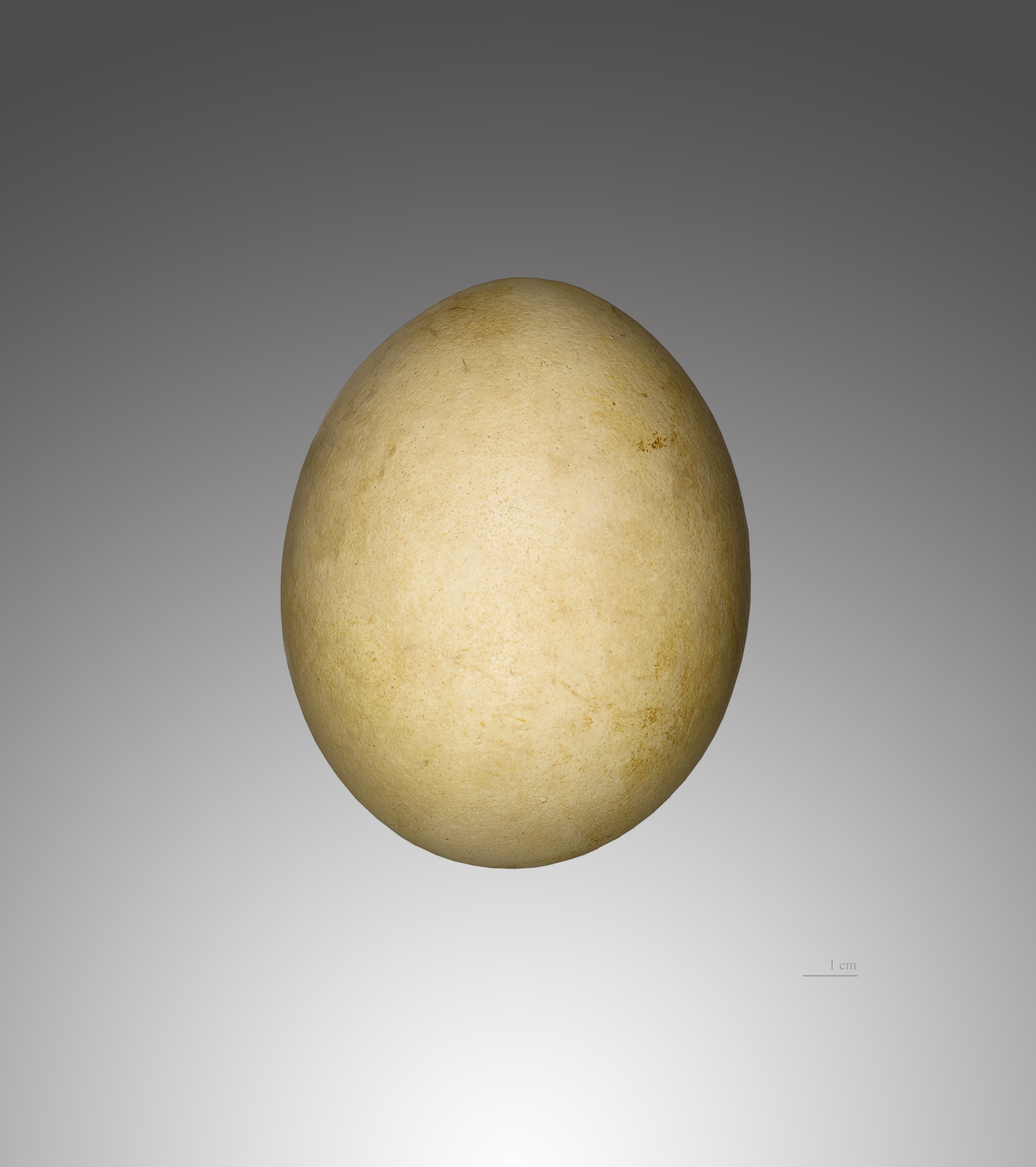
Gypaetus barbatus hemachalanus